# Letur
Letur là một đô thị ở tỉnh Albacete nằm ở cộng đồng tự trị Castile-La Mancha của Tây Ban Nha. Đô thị Letur có diện tích là ki-lô-mét vuông, dân số năm 2009 là người với mật độ người/km². Đô thị Letur có cự ly km so với tỉnh lỵ Albacete.